# Personnalité de l'année selon Time Magazine
Pour les articles homonymes, voir Man of the Year (film, 2006).
La personnalité de l'année (Person of the Year) est un titre qui est décerné chaque année en décembre depuis 1927 par la rédaction de l'hebdomadaire américain Time Magazine à la personne qui a « marqué le plus l'année écoulée, pour le meilleur ou pour le pire ».
Jusqu'à 1998, le titre portait le nom d'Homme de l'année (Man of the Year).

## Historique
C'est à partir de 1927 que Time Magazine décide de distinguer un « Homme de l'année », celui qui marque le plus l'année qui vient de s'écoulée. À partir de 1956, Time choisit de distinguer des ensembles de personnes et en 1982, indique que des concepts, non des personnes, sont éligibles.
Souvent, quelques jours avant l'annonce, une liste de nommés est dévoilée. La personnalité est révélée généralement durant l'émission Today de NBC.
Depuis la création de la distinction, tous les présidents des États-Unis — même en tant que présidents élus —, à l'exception de Calvin Coolidge, Herbert Hoover et Gerald Ford, ont été désignés au moins une fois personnalité de l'année (Eisenhower est récompensé en 1944 pour son rôle au SHAEF).
D'autres distinctions périodiques de Time Magazine sont décernées, suivant des intervalles chronologiques. Winston Churchill est nommé en 1949 « Homme du demi-siècle ». Mikhaïl Gorbatchev est distingué pour les années 1980 « Homme de la décennie ». En 1999, le titre de « Personnalité du siècle » est attribué à Albert Einstein, devant Gandhi et F. D. Roosevelt.

## Listes

### Hommes de l'année (1927-1998)
| Année | Image | Nommé(es)                    | Naissance et mort | Nationalité                     | Remarques |
| ----- | ----- | ---------------------------- | ----------------- | ------------------------------- | --- |
| 1927  |       | Charles Lindbergh            | 1902-1974         | États-Unis                      | Aviateur. Première et plus jeune personne choisie avant la nomination de Greta Thunberg en 2019. |
| 1928  |       | Walter Chrysler              | 1875-1940         | États-Unis                      | |
| 1929  |       | Owen D. Young                | 1874-1962         | États-Unis                      | |
| 1930  |       | Mahatma Gandhi               | 1869-1948         | Raj britannique                 | Premier non-Américain choisi. |
| 1931  |       | Pierre Laval                 | 1883-1945         | France                          | Premier Européen choisi. Premier dirigeant de gouvernement choisi |
| 1932  |       | Franklin Delano Roosevelt    | 1882-1945         | États-Unis                      | Premier chef d'État choisi. |
| 1933  |       | Hugh S. Johnson              | 1882-1942         | États-Unis                      | |
| 1934  |       | Franklin Delano Roosevelt    | 1882-1945         | États-Unis                      | Choisi pour la 2e fois |
| 1935  |       | Haïlé Sélassié               | 1892-1975         | Éthiopie                        | Premier monarque choisi, premier Africain. |
| 1936  |       | Wallis Simpson               | 1896-1986         | États-Unis                      | Première femme choisie. |
| 1937  |       | Tchang Kaï-chek              | 1887-1975         | République de Chine             | Premier couple choisi. Premiers Asiatiques. Premier militaire |
| 1937  |       | Song Meiling                 | 1898-2003         | République de Chine             | Premier couple choisi. Premiers Asiatiques. Premier militaire |
| 1938  |       | Adolf Hitler                 | 1889-1945         | Reich allemand                  | |
| 1939  |       | Joseph Staline               | 1878-1953         | Union soviétique                | |
| 1940  |       | Winston Churchill            | 1874-1965         | Royaume-Uni                     | |
| 1941  |       | Franklin Delano Roosevelt    | 1882-1945         | États-Unis                      | Choisi pour la 3e fois. |
| 1942  |       | Joseph Staline               | 1878-1953         | Union soviétique                | Choisi pour la 2de fois. |
| 1943  |       | George Marshall              | 1880-1959         | États-Unis                      | |
| 1944  |       | Dwight Eisenhower            | 1890-1969         | États-Unis                      | |
| 1945  |       | Harry S. Truman              | 1884-1972         | États-Unis                      | |
| 1946  |       | James F. Byrnes              | 1879-1972         | États-Unis                      | |
| 1947  |       | George Marshall              | 1880-1959         | États-Unis                      | Choisi pour la 2de fois |
| 1948  |       | Harry S. Truman              | 1884-1972         | États-Unis                      | Choisi pour la 2de fois |
| 1949  |       | Winston Churchill            | 1874-1965         | Royaume-Uni                     | Choisi pour la 2de fois ; homme de la moitié de siècle. |
| 1950  |       | Les soldats américains       |                   | États-Unis                      | Représente les soldats américains de la guerre de Corée ; première fois que l'homme de l'année n'est pas une personne en particulier. |
| 1951  |       | Mohammad Mossadegh           | 1882-1967         | Iran                            | |
| 1952  |       | Élisabeth II                 | 1926-2022         | Royaume-Uni                     | |
| 1953  |       | Konrad Adenauer              | 1876-1967         | Allemagne de l'Ouest            | . |
| 1954  |       | John Foster Dulles           | 1888-1959         | États-Unis                      | |
| 1955  |       | Harlow Curtice               | 1893-1962         | États-Unis                      | |
| 1956  |       | Les révoltés hongrois        |                   | Hongrie                         | Premiers à avoir lancé une révolte contre un régime socialiste derrière le Rideau de fer. |
| 1957  |       | Nikita Khrouchtchev          | 1894-1971         | Union soviétique                | |
| 1958  |       | Charles de Gaulle            | 1890-1970         | France                          | |
| 1959  |       | Dwight Eisenhower            | 1890-1969         | États-Unis                      | Choisi pour la 2de fois |
| 1960  |       | Les scientifiques américains |                   | États-Unis                      | Représentés par Linus Pauling, Isidor Rabi, Edward Teller, Joshua Lederberg, Donald Arthur Glaser, Willard Frank Libby, Robert Burns Woodward, Charles Draper, William Shockley, Emilio Segrè, John Enders, Charles Townes, George Wells Beadle, James Van Allen et Edward Mills Purcell. |
| 1961  |       | John Fitzgerald Kennedy      | 1917-1963         | États-Unis                      | |
| 1962  |       | Jean XXIII                   | 1881-1963         | Vatican                         | Premier pape choisi. |
| 1963  |       | Martin Luther King, Jr.      | 1929-1968         | États-Unis                      | Premier Afro-américain. |
| 1964  |       | Lyndon Johnson               | 1908-1973         | États-Unis                      | |
| 1965  |       | William Westmoreland         | 1914-2005         | États-Unis                      | |
| 1966  |       | Les jeunes                   |                   |                                 | La génération baby-boom et leurs cadets |
| 1967  |       | Lyndon Johnson               | 1908-1973         | États-Unis                      | Choisi pour la 2de fois |
| 1968  |       | Les astronautes d'Apollo 8   |                   | États-Unis                      | Frank Borman (1928-2023), James Lovell (né en 1928) et William Anders (1933-2024) |
| 1969  |       | La classe moyenne américaine |                   | États-Unis                      | |
| 1970  |       | Willy Brandt                 | 1913-1992         | Allemagne de l'Ouest            | |
| 1971  |       | Richard Nixon                | 1913-1994         | États-Unis                      | |
| 1972  |       | Richard Nixon                | 1913-1994         | États-Unis                      | Choisi pour la 2de fois. |
| 1972  |       | Henry Kissinger              | 1923-2023         | États-Unis                      | |
| 1973  |       | John Sirica                  | 1904-1992         | États-Unis                      | |
| 1974  |       | Fayçal                       | 1906-1975         | Arabie saoudite                 | |
| 1975  |       | Les Américaines              | 1776-1974         | États-Unis                      | Représentées par Betty Ford, Carla Anderson Hills, Ella T. Grasso, Barbara Jordan, Susie Sharp, Jill Conway, Billie Jean King, Susan Brownmiller, Addie Wyatt, Kathleen Byerly, Carol Sutton et Alison Cheek.                                                                             |
| 1976  |       | Jimmy Carter                 | 1924-2024         | États-Unis                      | |
| 1977  |       | Anouar el-Sadate             | 1918-1981         | Égypte                          | |
| 1978  |       | Deng Xiaoping                | 1904-1997         | Chine                           | |
| 1979  |       | Ayatollah Khomeini           | 1902-1989         | Iran                            | |
| 1980  |       | Ronald Reagan                | 1911-2004         | États-Unis                      | |
| 1981  |       | Lech Wałęsa                  | Né en 1943        | Pologne                         | Dirigeant de Solidarność |
| 1982  |       | L'ordinateur                 |                   |                                 | Premier concept non-humain choisi ; appelé « Machine de l'année ». |
| 1983  |       | Ronald Reagan                | 1911-2004         | États-Unis                      | Choisi pour la 2de fois |
| 1983  |       | Iouri Andropov               | 1914-1984         | Union soviétique                | |
| 1984  |       | Peter Ueberroth              | Né en 1937        | États-Unis                      | Organisateur des Jeux olympiques de Los Angeles. |
| 1985  |       | Deng Xiaoping                | 1904-1997         | Chine                           | Choisi pour la 2de fois. |
| 1986  |       | Corazon Aquino               | 1933-2009         | Philippines                     | Première femme présidente |
| 1987  |       | Mikhaïl Gorbatchev           | 1931-2022         | Union soviétique                | |
| 1988  |       | La Terre « en danger »       |                   |                                 | « Planète de l'année ». |
| 1989  |       | Mikhaïl Gorbatchev           | 1931-2022         | Union soviétique                | Choisi pour la 2de fois ; « homme de la décennie ». |
| 1990  |       | George H. W. Bush            | 1924-2018         | États-Unis                      | Complimenté pour sa politique internationale et critiqué pour sa politique interne, d'où l'accroche « Les deux George Bush ». |
| 1991  |       | Ted Turner                   | Né en 1938        | États-Unis                      | Dirigeant de CNN. Pour sa couverture médiatique de la guerre du Golfe. |
| 1992  |       | Bill Clinton                 | Né en 1946        | États-Unis                      | |
| 1993  |       | Les « Faiseurs de paix »     |                   | Afrique du Sud Palestine Israël | Nelson Mandela (1918-2013) et Frederik de Klerk (1936-2021), Yasser Arafat (1929–2004) et Yitzhak Rabin (1922–1995). Le contexte est marqué par la fin de l'apartheid et les accords d'Oslo.                                                                                              |
| 1994  |       | Jean-Paul II                 | 1920-2005         | Vatican                         | |
| 1995  |       | Newt Gingrich                | Né en 1943        | États-Unis                      | Président républicain de la Chambre des représentants et un des chefs de file de la « révolution conservatrice ». |
| 1996  |       | David Ho                     | Né en 1952        | États-Unis                      | Chercheur américain, pionnier dans les traitements contre le Sida. |
| 1997  |       | Andrew Grove                 | 1936-2016         | États-Unis                      | PDG cofondateur de la société de microprocesseurs Intel. |
| 1998  |       | Bill Clinton                 | Né en 1946        | États-Unis                      | Choisi pour la 2de fois. |
| 1998  |       | Kenneth Starr                | 1946-2022         | États-Unis                      | Procureur indépendant dans l'affaire Monica Lewinsky. |

### Personnalités de l'année (depuis 1999)
| Année | Image | Nommé(es)                                       | Naissance et mort | Nationalité        | Remarques |
| ----- | ----- | ----------------------------------------------- | ----------------- | ------------------ | --- |
| 1999  |       | Jeff Bezos                                      | Né en 1964        | États-Unis         | Fondateur et PDG d'Amazon.com. |
| 2000  |       | George W. Bush                                  | Né en 1946        | États-Unis         | |
| 2001  |       | Rudy Giuliani                                   | Né en 1944        | États-Unis         | Maire de New York lors des attentats du 11 septembre 2001. Le magazine donne la mention « Tour de force ». |
| 2002  |       | Les whistleblowers                              |                   | États-Unis         | Cynthia Cooper de Worldcom (née en 1963), Sherron Watkins (en) d'Enron (née en 1959), et Coleen Rowley (en) du FBI (née en 1954). |
| 2003  |       | Les soldats américains                          |                   | États-Unis         | Choisis pour la 2de fois. La récompense distingue les forces armées engagées en Irak. |
| 2004  |       | George W. Bush                                  | Né en 1946        | États-Unis         | Choisi pour la 2de fois. Le magazine donne la mention « Révolutionnaire américain ». |
| 2005  |       | Les Bons Samaritains                            |                   | Irlande États-Unis | Bono (né en 1960) Bill Gates (né en 1955) et Melinda Gates (né en 1964). |
| 2006  |       | « Vous »                                        |                   |                    | Les internautes, générant du contenu sur Internet (via des blogs, le web 2.0, YouTube, Wikipédia). 15 personnalités, devant leur célébrité sur Internet, sont également présentées, parmi lesquelles le rappeur français Kamini et le Wikipédien américain Simon Pulsifer. |
| 2007  |       | Vladimir Poutine                                | Né en 1952        | Russie             | |
| 2008  |       | Barack Obama                                    | Né en 1961        | États-Unis         | Président élu des États-Unis. Premier Afro-Américain accédant à ce poste. |
| 2009  |       | Ben Bernanke                                    | Né en 1953        | États-Unis         | Président de la réserve fédérale américaine (FED). |
| 2010  |       | Mark Zuckerberg                                 | Né en 1984        | États-Unis         | Fondateur du réseau social Facebook. Le magazine donne la mention « Le connecteur ». |
| 2011  |       | Les Protestataires                              |                   |                    | Représentants la plupart des mouvements globaux de protestation, notamment du Printemps arabe, des Indignés, du Tea Party, des participants de Occupy Wall Street, et également des manifestants en Grèce, en Inde et en Russie (parmi d'autres). |
| 2012  |       | Barack Obama                                    | Né en 1961        | États-Unis         | Choisi pour la 2de fois |
| 2013  |       | François                                        | 1936-2025         | Vatican            | |
| 2014  |       | Les combattants d'Ebola                         |                   |                    | Les personnels de santé qui combattent l'épidémie d'Ebola de 2014. À l'occasion, cinq couvertures sont édités sur cinq personnes représentants l'ensemble des combattants : les docteurs Jerry Brown et Kent Brantly, la soignante Salome Karwah, l'humanitaire Ella Watson-Stryker et l'ambulancier Foday Gallah,. |
| 2015  |       | Angela Merkel                                   | Née en 1954       | Allemagne          | Le magazine donne la mention « Chancelière du monde libre » |
| 2016  |       | Donald Trump                                    | Né en 1946        | États-Unis         | Le magazine lui donne la mention « Président des États divisés d'Amérique » en raison de sa campagne très clivante, de nombreuses manifestations s'opposant déjà au vainqueur et de sa défaite au vote populaire, où il est devancé de près de trois millions de voix par Hillary Clinton,. |
| 2017  |       | « Silence Breakers »                            |                   |                    | Les « Silence Breakers » (« ceux qui brisent le silence ») sont un groupe de femmes et d'hommes ayant dénoncé de nombreuses inconduites et agressions sexuelles de la part du producteur de film Harvey Weinstein (avec une affaire éponyme). Ces accusations ont par la suite inspiré de nombreuses autres victimes à dénoncer de nombreuses personnalités, issues pour certaines du monde artistique, politique et journalistique, mais aussi de nombreux autres secteurs. Les personnalités sur la couverture sont Ashley Judd, Taylor Swift, Susan Fowler, Adama Iwu, Isabel Pascual et une femme souhaitant témoigner anonymement par crainte de représailles. |
| 2018  |       | « The Guardians and the War on Truth »          |                   |                    | Ce groupe est formé de différents journalistes, incluant le journaliste saoudien Jamal Khashoggi, Wa Lone et Kyaw Soe Oo, journalistes condamnés à 7 ans de prison en Birmanie, Maria Ressa, et leCapital Gazette, quotidien victime d'un attentat. Le journal honore d'autres journalistes sans leur consacrer une première page, comme Amal Habani ou Shahidul Alam. |
| 2019  |       | Greta Thunberg                                  | Née en 2003       | Suède              | Plus jeune personnalité choisie. Time Magazine sous-titre sa une « Le pouvoir de la jeunesse » (The power of youth). |
| 2020  |       | Joe Biden                                       | Né en 1942        | États-Unis         | Première fois qu'une vice-présidente est distinguée. |
| 2020  |       | Kamala Harris                                   | Née en 1964       | États-Unis         | Première fois qu'une vice-présidente est distinguée. |
| 2021  |       | Elon Musk                                       | Né en 1971        | États-Unis         | |
| 2022  |       | Volodymyr Zelensky et « l'esprit de l'Ukraine » | Né en 1978        | Ukraine            | Distinction en hommage au pays envahi militairement par la Russie. |
| 2023  |       | Taylor Swift                                    | Née en 1989       | États-Unis         | Première artiste choisie. |
| 2024  |       | Donald Trump                                    | Né en 1946        | États-Unis         | « Pour avoir mené un retour en force historique, pour avoir provoqué un réalignement politique unique en son genre, pour avoir remodelé la présidence américaine et modifié le rôle de l’Amérique dans le monde […] » écrit le rédacteur en chef, Sam Jacobs. Choisi pour la 2de fois. |

## Critiques
Le titre de « personnalité de l'année » est souvent considéré, à tort, comme étant un honneur. De nombreuses personnes, y compris certains membres des médias américains, continuent de relayer l'idée que le titre d'« homme ou femme de l'année » est une récompense ou un prix, bien que Time Magazine fasse régulièrement des démentis sur ce point. La confusion vient probablement du fait que de nombreuses personnalités titrées sont largement admirées par le lectorat du Time Magazine. Ainsi, de nombreux journalistes décrivent une nouvelle « personne de l'année » comme ayant rejoint le rang des précédents « vainqueurs », tels que Martin Luther King[réf. souhaitée].
Il y eut une très grande polémique aux États-Unis après que le choix du Time se fut porté sur l'ayatollah Khomeini en 1979. Depuis, le magazine américain s'est généralement gardé de choisir des figures anti-américaines[réf. souhaitée].
La personne de l'année 2001, juste après les attentats du 11 septembre, fut le maire de New York, Rudolph Giuliani, bien que pour beaucoup Oussama ben Laden constituât un choix plus logique. Le numéro déclarant Giuliani « homme de l'année » comprenait un article soulignant les décisions antérieures de nommer l'ayatollah Khomeini « homme de l'année 1979 » et l'hésitation qui se termina par un refus de nommer Hitler en tant que « personnalité du siècle », Albert Einstein ayant été finalement retenu pour ce titre. L'article semblait insinuer qu'Oussama Ben Laden aurait été un choix plus normal pour le titre d'« homme de l'année 2001 » et que Hitler était un candidat plus fort qu'Albert Einstein pour le titre de « personnalité du siècle » mais que le journal ne les avait finalement pas choisis à cause de leur « influence négative sur l'Histoire »[réf. souhaitée].
Un autre choix largement critiqué fut la décision en 2006 d'élire You (« Vous » en français), censé honorer la majeure partie des gens (voire tout le monde) pour le rôle de chaque individu au développement d'Internet et de la communication (via les blogs, et les réseaux sociaux). L'émission de télévision The Jon Stewart Show a parlé d'une « blague » et le magazine Slate a désigné cette sélection comme étant « tout simplement stupide ». Le comédien Stephen Colbert en plaisanta en disant que lorsqu'il reçut son exemplaire du Time, il avait pensé que celui-ci l'avait choisi, lui, comme « homme de l'année » et lui en avait envoyé un numéro personnalisé[réf. souhaitée].
Les résultats du sondage en ligne de 2006 pour la personne de l'année sont les suivants : le président du Venezuela Hugo Chávez obtenait 35 % des voix, suivi par le président iranien Mahmoud Ahmadinejad avec 21 %, puis le chef du Parti démocrate à la Chambre des représentants, Nancy Pelosi, avec 12 %, les créateurs de YouTube à 11 %, George W. Bush 8 %, Al Gore 8 %, la secrétaire d'État américaine Condoleezza Rice 5 % et le dictateur nord-coréen Kim Jong-il avec 2 %[réf. souhaitée].
Le 16 décembre 2009, Ben Bernanke, président de la Réserve fédérale américaine est choisi personnalité de l'année par Time pour avoir, selon eux, sauvé les États-Unis du désastre financier. Cette nomination laisse toutefois un « goût amer » car dans un même temps le chômage n'a pas baissé aux États-Unis et seule la bourse a repris de la vigueur.
En 2017, le journal The Hill déclare que Time Magazine est trop politiquement correct pour choisir une personnalité clivante, surtout dans les années 2000, alors qu'ils ont choisi précédemment Khomeini et Hitler, le média rappelant que ce n'est pas un concours de popularité.